# Avenida Malecón Simón Bolívar
La Avenida Malecón Simón Bolívar, denominada de forma local simplemente como Malecón, es una avenida de la ciudad de Guayaquil, Ecuador. La avenida se encuentra en límite de la ciudad con el río Guayas, en el centro urbano. La vía tiene sentido sur-norte y recorre el centro de la ciudad desde el Club La Unión, hasta el barrio Las Peñas. Durante todo su recorrido se encuentra, en su acera oriental, el Malecón Simón Bolívar.

## Historia

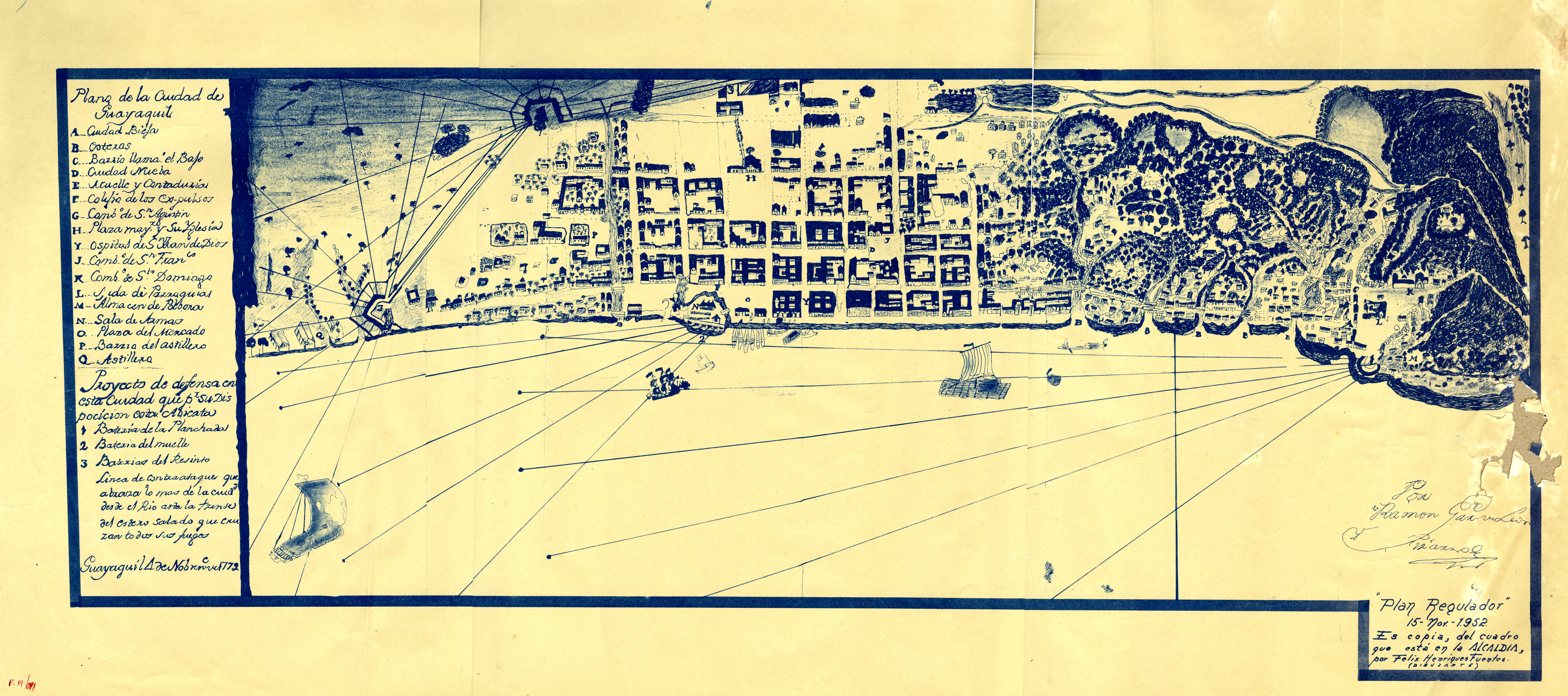
Plano de Guayaquil datado a 4 de noviembre de 1772.

Desde su fundación española Guayaquil se ubicaba en lugar de la silla "jineta" entre los actuales cerros Cerro Santa Ana también conocido por los nativos como Lominchao y Cerro del Carmen -que tenía por nombre Cerro San Cristóbal-. Este sector actualmente cruza la Calle Jacinto Morán de Butrón que en aquellos remotos años se la conocía como "camino de la fuga" porque era utilizado como ruta de escape de los habitantes cuando la ciudad era atacada por piratas y corsarios. Desde el siglo XVI hasta finales del siglo XVII no existía la calle de la Orilla (hoy Simón Bolívar). esde los primeros años de Guayaquil, este tramo ha sido sinónimo de comercio. En el año 1563, el capitán Andrés Contero dispuso el relleno de un pequeño estero que entraba a la altura del actual Museo del Bombero, en la Planchada; y luego la construcción de una pequeña calle aledaña al río, que tiempo después se extendió hasta el estero Villamar. La creación de esta calle se debe al traslado del vecindario que ocurrió a partir de 1693 cuando las autoridades disponen que los habitantes se trasladen al sector de "Puerto Cazones" que con el tiempo y la conformación del vecindario se llamó Ciudad Nueva mientras el asentamiento antiguo se le conoció como Ciudad Vieja. La calle de la Orilla mantuvo ese nombre en lo que restaba de la colonia e incluso lo seguía ostentando en la República, pero en 1863 (pasó a llamarse Malecón), de sur a norte, a la altura de la calle Colón, por entonces uno de los lugares de mayor movimiento económico de la ciudad.
En 1711, la calle de la orilla que empezaba desde el estero Villamar y terminaba en el malecón de estacas frente al Municipio (actualmente) se había convertido en un montón de covachuelas, ramadas, barracas, maderas, astillas y todo lo relacionado con un astillero primitivo de barcas.
En 1823 se le da todo el impulso a la obra dirigida por don Natal Malta. La obra comprendía entonces desde el Primer Estero hasta una rampa que debía hacerse entre las casa de doña Teresa de Carbo y de allí otro trecho hasta la casa doña Josefa Anzoátegui.
En 1825 la calle del malecón tomó el nombre de Bolívar en honor al general venezolano. EL intendente colombiano Paz del Castillo propone construir para vivanderos algunas covachuelas en las afueras del malecón. En este mismo año el Intendente Illingworth pidió la cooperación municipal para continuar con la obra del malecón que se iba a suspender por falta de 25.000 pesos, que finalmente fueron donados por los comerciantes.
En el plano elaborado por el sabio Teodoro Wolf la calle lleva el nombre de Malecón.

### SigloXXI

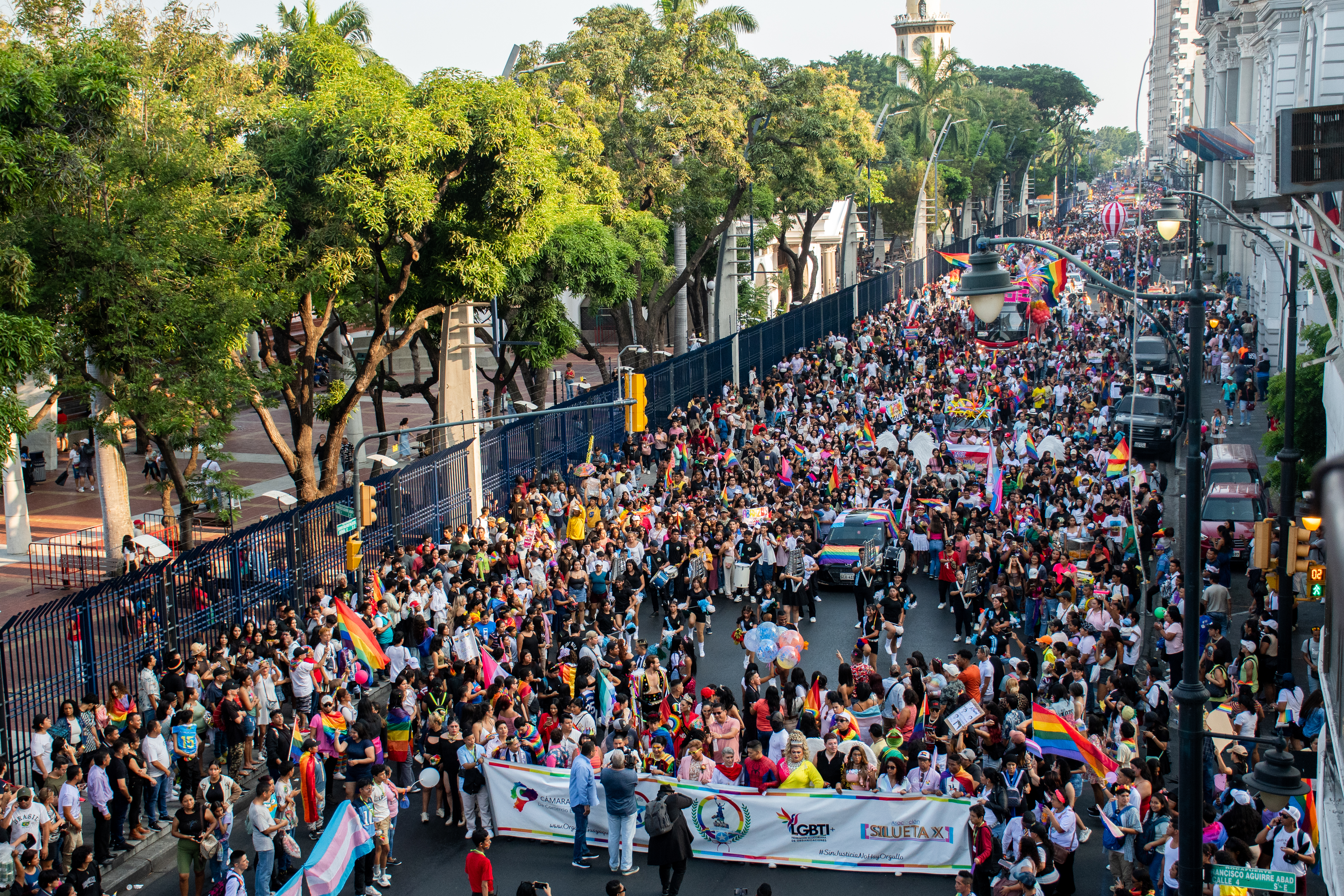
Avenida Malecón Simón Bolívar durante la Marcha del Orgullo LGBT de Guayaquil, en junio de 2024.

En la actualidad la avenida Malecón Simón Bolívar es una calle vehicular en un solo sentido que va de sur a norte, a lo largo de su recorrido se encuentran centros comerciales, artesanías, instituciones gubernamentales y municipales, museos, centros de recreación, cine Imax, y la noria más grande del país. Junto con la 9 de octubre, la Avenida Malecón Simón Bolívar es parte del recorrido de varios eventos civiles y deportivos, como: La maratón de Guayaquil, la marcha del orgullo LGBT, la marcha del día del trabajador y la marcha por Jesús.

## Recorrido
La calle nace desde la salida del Túnel entre el emblemático Barrio Las Peñas y la antigua sede de la Universidad Politécnica del Litoral y acaba en el sur en el sector de la Bahía donde se une con el bulevar Olmedo.

### Hitos urbanos
En la colonia y primeras décadas de la República y hasta antes del Gran Incendio de 1896 en esta calle existieron varios edificios de importancia para nuestra historia como:
- Casa de Mercedes Moreno donde nació y vivió su niñez Gabriel García Moreno, se encontraba en la esquina de la actual calles Junín que hoy ocupa un edificio "Vista al Río" donde a su entrada hay una enorme placa de bronce.
- La casa de José de Villamil donde los patriotas del 9 de octubre se reunieron para planificar el golpe, también conocida como la "Fragua de Vulcano", hoy un lote baldío que pertenece al acaudalado Álvaro Noboa entre las calles Elizalde y 9 de Octubre.[9]
- Casa Consistorial que empezó a construirse a comienzos del siglo XIX y concluida en 1817. Aquí se firmó el acta de Independencia el 9 de octubre de 1820, por su deterioro este edificio fue incinerado en 1908. El lugar en la actualidad lo ocupa el majestuoso Palacio Municipal.[10]
- Antigua Aduana y Gobernación colonial, donde se reunieron los militares argentinos enviados por San Martín para ayudar en la lucha por la Independencia de Quito. Fue en este mismo lugar donde por pedido de los extranjeros del cono sur se celebró un año más de la Independencia de su país según cuenta el militar Jerónimo Espejo. El lugar lo ocupa la Gobernación del Guayas.
- La Tahona, era una casona colonial que servía como almacén de harina, pertenecía a la familia de Vicente Rocafuerte permaneció en pie hasta principios del siglo XX para luego ser destruida por un incendio. Tiempo después en su lugar se construyó el Gran Hotel Humboldt que pertenecía al empresario y político Victor Emilio Estrada. El sector comprende la actual Bahía y el edificio del ex hotel es ahora utilizado para almacenar mercadería de los comerciantes del lugar.[11]
- Casa del presidente Diego Noboa, entre las actuales calles Sucre y 10 de agosto.[12]
- El Fortín San Felipe construido a finales del siglo XVIII y que desapareció en el siglo XIX su emplazamiento comprendía el lugar que ocupa el edificio Valra.[13]
- Primera sede del Club de la Unión que se perdió en el incendio de 1896, en la actual calle Illingworth que hoy ocupa el edificio del Banco Rumiñahui anteriormente conocido como Sud-America.[14]
- Casa de Antonio Luzárraga, donde San Martín se hospedó por un breve momento antes de la reunión que tendría con Simón Bolívar en 1822. Actual calle Sucre y Malecón.
- Casa de los Avilés que según el historiador quiteño Fernando Jurado Noboa, la familia Avilés al ver que Simón Bolívar desembracaba en el muelle fue recibido por el grito al unísono de "Viva Guayaquil Independiente". Esquina de la calle Aguirre que hoy ocupa un edificio de departamentos. En ese mismo lugar inició el incendio de 1896.
- Fuerte de Saraguro o San Carlos, se encontraba frente a la Tahona muy cerca a la orilla del río, en la intersección de la Actual boulevard Olmedo que en ese entonces era un estero. Sirvió como defensa de la ciudad en la colonia y parte de la República, luego entró en abandono hasta desaparecer.[15]
- Estero Carrión hoy calle Mejia, servía como límite entre el barrio del Astillero (hoy Bahía) y barrio del centro o Ciudad Nueva.

En la actualidad hay un gran número de edificios que dan hacia la calle pero entre los más importantes están:
- Edificio La Previsora.
- Prefectura del Guayas.
- Gobernación del Guayas.
- Palacio Municipal de Guayaquil
- Edificio Santistevan -calle 9 de octubre y Bolívar- donde en mayo de 1968 fue asesinado el empresario Sueco Sven Folke Anderson.[16]
- Palacio que perteneció al acaudalado guayaquileño Juan X Marcos; principal promotor del Puerto Nuevo y dueño de la ex hacienda "El Guasmo". Entre Junin y Roca,[17] en la actualidad se encuentra desocupado.[18]
- Edificio el Fortín.
- Edificio Panorama donde el político y dirigente deportivo Galo Roggiero tenía su departamento falleció víctima de neumonía, como consecuencia del incendio que afectó a su propiedad.[19]
- Hotel Ramada, perteneció al grupo empresarial de los Hermanos Isaías, que en tiempos del gobierno de Rafael Correa terminó embargado y en la actualidad su administración depende de los empleados a los que se les vendió parte del paquete accionario.
- Primera sede de la Universidad Politécnica del Litoral que hasta los años 50s era utilizada por la Aduana. Entre Loja y callejuela Cornelio Vernaza.